# Vuelo 771 de Afriqiyah Airways
El vuelo 771 de Afriqiyah Airways fue un vuelo regular desde el Aeropuerto Internacional de Johannesburgo en Johannesburgo, Sudáfrica hasta el Aeropuerto de Ámsterdam-Schiphol en Ámsterdam, Países Bajos, y haciendo escala en el Aeropuerto Internacional de Trípoli de Trípoli, Libia, que se estrelló en las inmediaciones de la pista 9 de este último aeropuerto el 12 de mayo de 2010, a las 06:10 hora local (04:10 UTC). Según los investigadores, el capitán flexionó los slats/flaps a 40 al aterrizar causando que el avión se saliera de la pista y se desorientó tras la información e ignoró las alarmas GPWS.

## Vuelo
El vuelo 771, estaba programado desde el Aeropuerto Internacional de Johannesburgo en la ciudad sudafricana de Johannesburgo haciendo escala en Tripolí con continuación a Ámsterdam.
El 11 de mayo de 2010, el avión despegó a las 21:37 hora local sudafricana hacía Tripolí. El vuelo llevaba un retraso de unos 17 minutos.
El vuelo hasta Libia transcurrió sin incidentes, su nivel de vuelo era FL400 (40.000 pies) cuando inició el descenso al aeropuerto.  Durante la aproximación final y hasta el momento del accidente el piloto no había reportado ningún problema a la torre de control. El avión se estrelló a unos 1.200 metros (1.300 yardas) de la pista 09, fuera del perímetro del aeropuerto. Inmediatamente después del impacto el avión estalló en llamas destruyendo una casa. El dueño de la casa, su esposa y sus cinco hijos escaparon ilesos.
El primer cuerpo de un pasajero que no era de Libia fue repatriado a los Países Bajos el 27 de mayo de 2010. El 21 de junio de 2010, las autoridades libias comenzaron a limpiar el lugar del accidente del Afriqiyah 771.
El accidente es el segundo más mortal que implica a un Airbus A330 después del vuelo 447 de Air France del 2009, y el segundo accidente aéreo más mortífero ocurrido en Libia por debajo del vuelo 1103 de Libyan Arab Airlines de 1992. Es el primer accidente con víctimas mortales de Afriqiyah Airways.

## Supervivientes
Solo una persona sobrevivió al accidente: un niño de 9 años de los Países Bajos. Ruben van Assouw. Los equipos de rescate encontraron al niño entre los restos de la aeronave totalmente desnudo a causa de la fuerza del impacto. Tras ser trasladado a un hospital para operarle de fracturas en ambas piernas, se corroboró que su vida no corría peligro.

## Investigación
La Autoridad de Aviación Civil de Libia (LYCAA) abrió una investigación sobre el accidente. Airbus declaró que proporcionaría asistencia técnica completa a las autoridades que investigan el accidente, y que lo haría a través de la francesa Bureau d'Enquêtes et d 'Los análisis pour la Sécurité de l'Aviation Civile (BEA). La Autoridad de Aviación Civil de Sudáfrica envió un equipo para ayudar con la investigación. La BEA ayudó en la investigación con un equipo inicial de dos investigadores, acompañados por cinco asesores de Airbus. La Junta de Seguridad Holandesa (Onderzoeksraad voor de veiligheid "Consejo de Investigación para la Seguridad") envió un observador. Los registradores de vuelo fueron recuperados y enviados a París para el análisis poco después del incidente.
Las autoridades revisaron las grabaciones realizadas por el grabador de datos de vuelo. En agosto de 2010, se informó de que las investigaciones preliminares estaban completas. No hubo evidencia de ningún problema técnico ni hubo escasez de combustible. No hay problemas técnicos o médicos habían sido reportados por la tripulación y que no habían solicitado ninguna ayuda. Debido a la guerra civil libia de 2011, estaba obstaculizado la investigación.
El 28 de febrero de 2013, la Autoridad de Aviación Civil de Libia anunció que había determinado que la causa del accidente fue un error de gestión de recursos de la tripulación era insuficiente, ilusiones sensoriales y las primeras entradas del primer oficial a la aeronave eran un factor que contribuye al choque. También la fatiga podría haber jugado un papel en el accidente.

## Detalles de la investigación
La tripulación de vuelo no adquirió ninguna referencia visual terrestre antes de iniciar la aproximación. El avión comenzó su descenso final para el aterrizaje demasiado pronto. La aeronave había descendido a 280 pies sobre el suelo cuando el sistema de toma de conciencia y la advertencia de terreno sonaba en la cabina. El capitán ordenó un Go-Around y el piloto automático se desconectó. El primer oficial levantó la nariz de la aeronave durante 4 segundos y las palancas de empuje se ajustaron para iniciar un go-around. El avión se elevó 12 grados y la tripulación de vuelo levantó el tren de aterrizaje y los flaps. Poco después el copiloto comenzó a descender, alcanzado 3,5° nariz abajo (el copiloto podría haberse centrado en la velocidad de la aeronave, en lugar de su actitud). La actitud de cabeceo y al aire no se mantuvieron y las instrucciones del director de vuelo no fueron seguidas. (El informe dice que la fatiga podría haber jugado un papel en causar que el primer oficial se centrara únicamente en la velocidad del aire). El capitán y el primer oficial estaban haciendo movimientos a la aeronave a la vez. Esta acción parece estar destinado a prestar asistencia por el capitán para volar el avión. Esta acción llevó a la confusión sobre quién estaba volando la aeronave. El sistema de alerta de proximidad al suelo sonaba cuando el avión perdió más altura y el copiloto respondió con una entrada de nariz hacia abajo. Entonces el capitán tomó el control de la aeronave sin previo aviso, a través del botón de prioridad del mando y mantuvo la entrada de nariz hacia abajo, mientras que el primer oficial estaba tirando simultáneamente hacia atrás en su propia columna de mandos. Dos segundos antes del impacto con el suelo, el avión estaba a 180 pies. El capitán también estaba jalando su columna hacia atrás, lo que sugiere que ambos pilotos eran conscientes de la inminente colisión de la aeronave con el suelo.

## Reacciones
Afriqiyah Airways emitió un comunicado diciendo que los familiares de las víctimas que deseaban visitar Libia serían transportados y alojados a expensas de Afriqiyah. El 15 de mayo de 2010 la aerolínea inauguró el Centro de Asistencia Familiar en un hotel en Trípoli para el cuidado de familiares y parientes de las víctimas del accidente que estaban visitando Libia. El equipo ejecutivo de Afriqiyah, incluyendo el CEO y el presidente de la junta, se reunió con miembros de la familia en el hotel. Algunos miembros de la familia querían visitar el lugar del accidente; viajaron al sitio y flores fueron colocadas allí. La aerolínea retiró permanentemente el número de vuelo 771 y ha sido re-designado a 788 de Trípoli a Johannesburgo y 789 para el vuelo de regreso.

## Pasajeros
| Nacionalidad | Fallecidos | Fallecidos  | Supervivientes | Total | Fuente      |
| Nacionalidad | Pasajeros  | Tripulación | Supervivientes | Total | Fuente      |
| ------------ | ---------- | ----------- | -------------- | ----- | ----------- |
| Alemanes     | 1          | –           | –              | 1     | [ 2 ]       |
| Belgas       | 1          | –           | –              | 1     | [ 3 ]       |
| Británicos   | 1          | -           | –              | 1     | [ 4 ]       |
| Filipinos    | 1          | –           | –              | 1     | [ 5 ]       |
| Fineses      | 1          | –           | –              | 1     | [ 6 ]       |
| Franceses    | 1          | –           | –              | 1     | [ 7 ]       |
| Irlandeses   | 1          | –           | –              | 1     | [ 8 ]       |
| Libios       | 13         | 11          | –              | 24    | [ 6 ] [ 5 ] |
| Neerlandeses | 61         | –           | 1              | 62    | [ 3 ]       |
| Sudafricanos | 9          | –           | –              | 9     | [ 9 ]       |
| Zimbabuenses | 1          | –           | –              | 1     | [ 10 ]      |
| Total        | 92         | 11          | 1              | 104   |             |

El único sobreviviente fue un niño de 9 años. Ruben van Assouw, un residente de la ciudad holandesa de Tilburg, que regresaba de un safari con sus padres y hermano.  Van Assouw fue llevado al Hospital de Sabia'a, a 30 kilómetros (19 millas) al sureste de Trípoli y posteriormente trasladado al Hospital Al-Khadhra, Trípoli para someterse a cirugías por múltiples fracturas en ambas piernas, el niño no tiene lesiones que hagan correr su vida. El 15 de mayo, fue trasladado en una ambulancia aérea a Eindhoven en Holanda. Van Assouw estuvo acompañado en el vuelo por su tía y su tío.
De los pasajeros, 42 seguían Düsseldorf, 32 seguían Bruselas, siete a Londres, y uno a París. Once de los pasajeros tenían Libia como su destino final. De los 71 pasajeros identificados como holandeses por el Ministerio de Relaciones Exteriores de Holanda, 38 viajaban con la agencia de viajes Stip, 24 viajaban con la agencia de viajes Kras, y 9, incluyendo el sobreviviente, tenían sus boletos reservados en forma independiente.
Entre las víctimas estaban Frans Dreyer, hermano del sudafricano miembro del Parlamento Anchen Dreyer y su amigo y colega, Anton Matthee. En la noche del 12 de mayo de 2010, el Departamento de Asuntos Exteriores de Irlanda confirmó que uno de los titulares de pasaportes en el avión, pertenecían a la novelista Bree O'Mara. Una de las víctimas también fue la holandesa Joëlle van Noppen, cantante en el antiguo grupo holandés de chicas WOW!.